# Пираты Карибского моря: Легенды Пиратского братства
Пираты Карибского моря: Легенды Пиратского братства (англ. Pirates of the Caribbean: Legends of the Brethren Court) — серия романов для детей писательницы Туй Сазерленд, работавшей под псевдонимом Роб Кидд. В них рассказывается о жизни молодого Джека Воробья после событий, описанных в «Приключениях Джека Воробья». Действие происходит за тринадцать лет до событий фильма Пираты Карибского моря: Проклятие «Чёрной жемчужины».

## Краткое изложение сюжета
В Карибском море действует Армия Теней под управлением их Темного Господина (англ. Shadow Master), алхимика, который изготовил волшебное золото, дающее ему непостижимую силу. Их цель — свергнуть всех Пиратских Баронов. Но у предсказательницы Тиа Дальмы свои планы на пиратских баронов, и она не может допустить, чтобы они были уничтожены. Поэтому она обращается к единственному человеку, который может исправить ситуацию — Капитану Джеку Воробью.

## Книги в серии
| Название          | Оригинал           | Дата публикации | Объем                     | ISBN               | Примечание |
| ----------------- | ------------------ | --------------- | ------------------------- | ------------------ | ---------- |
| Карибское море    | The Caribbean      | 14 октября 2008 | 240 стр. (первое издание) | ISBN 1-4231-1038-2 | [ 2 ]      |
| Восход на Востоке | Rising In The East | 9 декабря 2008  | 224 стр. (первое издание) | ISBN 1-4231-1039-0 | [ 3 ]      |
| Поворотная волна  | The Turning Tide   | 17 марта 2009   | 240 стр. (первое издание) | ISBN 1-4231-1040-4 | [ 4 ]      |
| Дикие воды        | Wild Waters        | 18 августа 2009 | 208 стр. (первое издание) | ISBN 1-4231-1042-0 | [ 5 ]      |
| День Тени         | Day of the Shadow  | Запланировано   | —                         | —                  | —          |